# Juan Gastó
Juan Gastó Valderrama (Moquegua, 6 de mayo de 1824 - Huamachuco, 10 de julio de 1883) fue un militar peruano, coronel de destacada participación en la Campaña de la Breña de la Guerra del Pacífico. Estuvo en el ejército peruano por cuarenta años.
A su mando estuvo la victoria peruana en el Combate de Concepción y la acción del Combate de Tarmatambo. Asistió a la Batalla de Huamachuco como jefe de la 2.ª división del Ejército del Centro donde murió en combate a los 59 años.

## Biografía
Nació en Moquegua en el hogar formado por Miguel Gasteau, de ascendencia francesa, y Tomasa Valderrama, cursó sus estudios en el colegio nacional de "La Libertad", egresó en 1843 y sentó plaza de cadete en el ejército que el mariscal moqueguano Domingo Nieto organizaba junto a Ramón Castilla para oponerse al gobierno dictatorial de Manuel Ignacio de Vivanco. Tras el combate de San Antonio (diciembre de 1843) ascendió a alférez para luego de sucesivos hechos de armas alcanzar los galones de teniente.
Cuando en 1854, se inició la revolución del mariscal Castilla contra el presidente Echenique, ostentaba el grado de capitán participando en la batalla de la Palma y ascendiendo a sargento mayor durante la campaña.
En 1860 se desempeñaba como cónsul del Perú en el estado brasileño de Pará pasando después a la provincia de Moyobamba donde se le encomendó la recopilación de documentos coloniales que acreditaban los derechos del Perú sobre territorios amazónicos pretendidos por el Ecuador, labor que cumplió eficientemente, conduciendo a Lima los documentos originales para ser entregados al presidente Ramón Castilla.
En 1864 secundó al gobierno constitucional del presidente Juan Antonio Pezet, marchó a combatir la revolución de Arequipa encabezada por el general Mariano Ignacio Prado, llegando a ocupar Arica pero tomada Lima por los revolucionarios y derrocado el gobierno de Pezet acató a las nuevas autoridades, participando en 1867 del frustrado asedio y ataque a la ciudad del Misti.
Volvió al servicio activo durante el gobierno de Manuel Pardo, tomando parte de la campaña represiva contra los revolucionarios de Nicolás de Piérola (1874), los cuales fueron vencidos y dispersados en la cuesta de los Ángeles (cerca de Moquegua), tras esta campaña fue nombrado prefecto de Puno, desempeñando también el mismo cargo en Cusco y Ayacucho (1878).

### Guerra del Pacífico
Durante la guerra con Chile, participó en la campaña de Lima, concurriendo a las batallas de San Juan y Miraflores, en esta última combatió en la artillería que defendía el reducto Nro. 5, tras la derrota marchó a la sierra siguiendo al dictador Piérola. Tras volver a Lima de incógnito a arreglar asuntos personales marchó nuevamente a la sierra para unirse a la campaña de la breña que dirigía el general Andrés A. Cáceres, a quien representó como enviado especial ante el gobierno de Arequipa que presidía por aquel entonces el coronel La Torre, reintegrado al ejército de la resistencia tomó parte de la contraofensiva de 1882 ante las fuerzas del coronel chileno Estanislao Del Canto, actuó en Pucará, Marcavalle y Concepción, donde comandó las fuerzas regulares que junto a las guerrillas de Ambrosio Salazar atacaron la plaza en la cual fue exterminada la cuarta compañía del batallón Chacabuco. Continuó la campaña hasta el retiro de las fuerzas chilenas de ocupación y al año siguiente hizo la marcha al norte que culminaría con la desastrosa derrota en la batalla de Huamachuco en la cual encontró la muerte.  
El 9 de julio de 1883, había escrito una carta a sus familiares donde señaló que:

Tengo seguro que caeré en algún combate con el enemigo, pues estoy resuelto a morir en defensa de mi patria.
Juan Gastó. Huamachuco, 9 de julio de 1883.